# Université d'Ingolstadt
Cet article concerne l'université historique d'Ingolstadt. Pour l'actuelle école supérieure des sciences appliquées, voir Hochschule Ingolstadt. Pour l'université catholique d'Eichstätt-Ingolstadt, voir Université catholique d'Eichstätt-Ingolstadt.

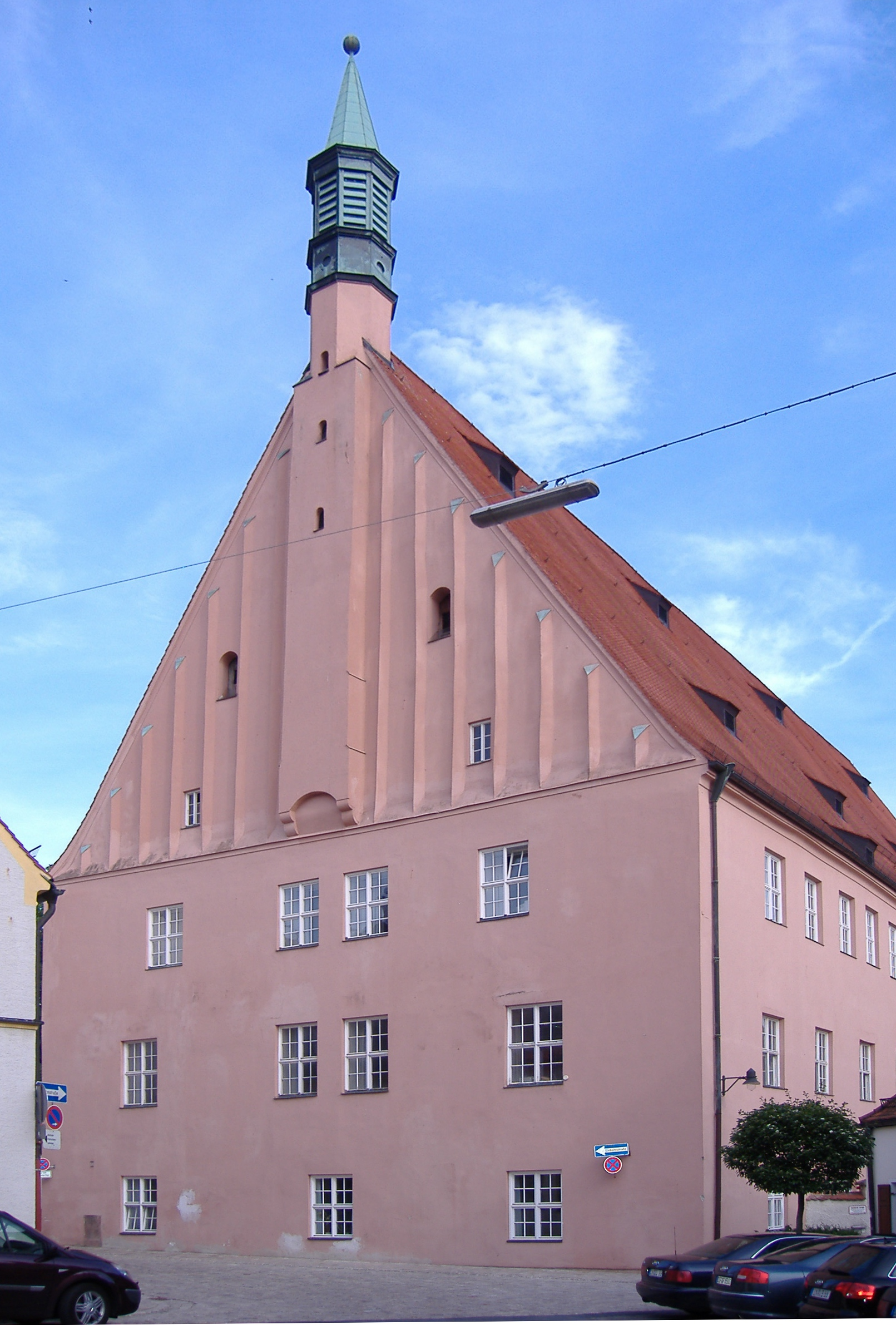
La Hohe Schule, le bâtiment principal de l'université d'Ingolstadt.

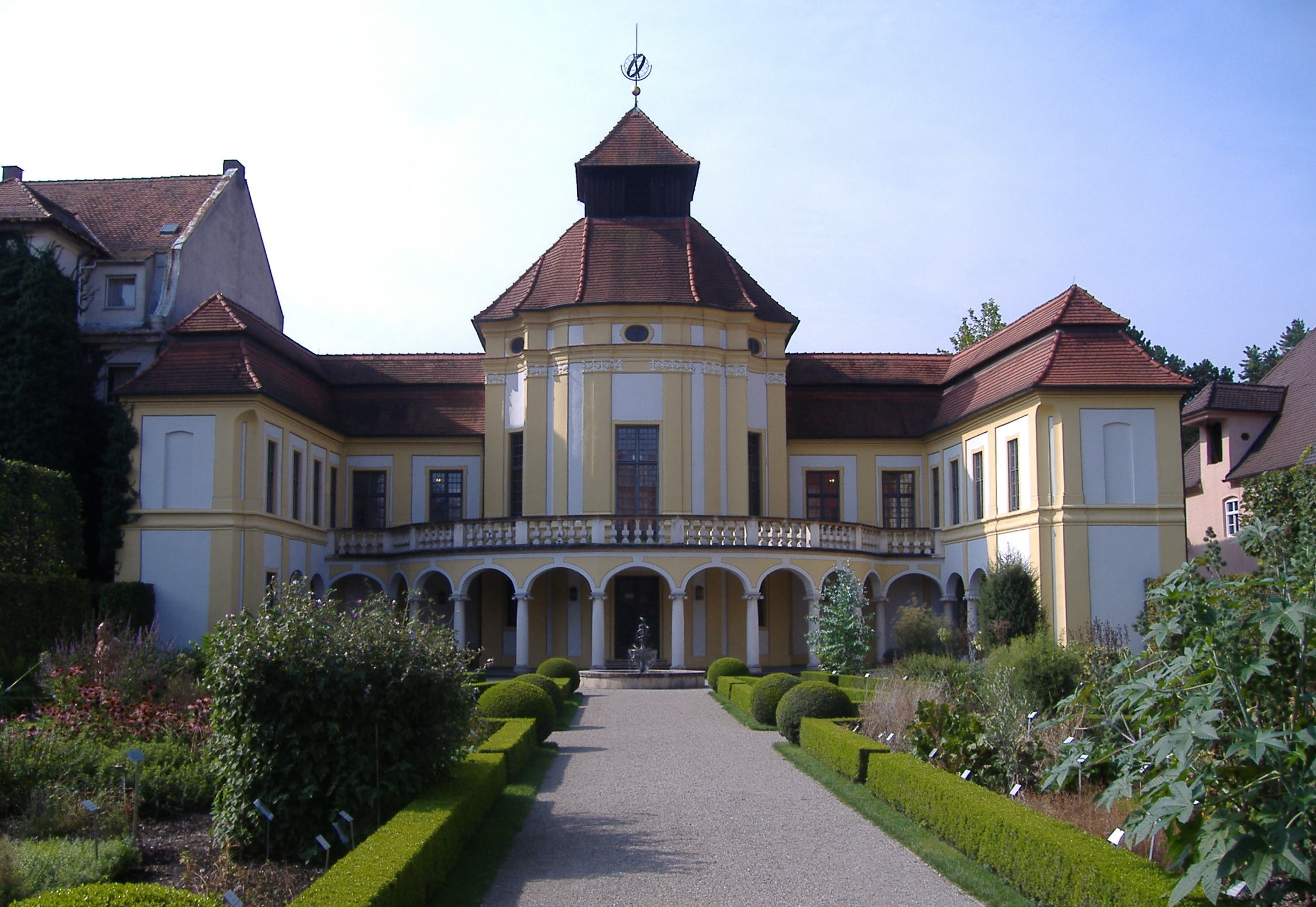
La Alte Anatomie, le bâtiment de la faculté de médecine de l'université d'Ingolstadt.

L'université d'Ingolstadt, aussi appelée Hohe Schule (« haute école ») a été fondée en 1472 à Ingolstadt, par privilège du duc Louis IX de Bavière, et avec approbation papale. Elle est historiquement la première université de  Bavière. En 1800, elle est transférée à Landshut, puis en 1826 à Munich, où elle s'appelle désormais université Louis-et-Maximilien de Munich.

## Histoire
En 1458, le duc Louis IX de Bavière adresse au pape Pie II une proposition d'installation d'une université à Ingolstadt. Il vante les avantages de la ville en ces termes :

« Die Pest herrscht hier nur sehr selten […]. Es befinden sich daselbst auch Wälder um die Stadt, zu Spaziergängen einladend, wie auch zur Jagd. In der Stadt sind herrliche Kirchen, sonderbar der Tempel zur Unserer Lieben Frau, welcher zu großen akademischen Festen hinlänglich Raum bietet […]. Die Häuser sind geräumig, manche prachtvoll, sie enthalten Wohnungen für mehr als tausend Studenten […]. Der Wein ist etwas teuer, das Fleisch ist gut, das Brot vorzüglich und Fische liefert die Donau ebenso viel, als köstlich. »

— Louis IX de Bavière, Lettre au  pape Pie II sur les avantages d'Ingolstadt (1458) extrait
Le pape donne son approbation en 1459. Des problèmes financiers retardent le projet, et l'université ouvre le 26 juin 1472. Le bâtiment qui abrite l'université est le Pfründnerhaus (de) mis à disposition par l'évêque d'Eichstätt. Ingolstadt devient ainsi la onzième ville universitaire de  l'empire germanique. Le premier recteur est Christoph Mendel von Steinfels (de).
L'université est initialement composée de quatre facultés : théologie, droit, sciences naturelles et philosophie. En 1500, elle est la première université allemande à parler de l’humanisme. Depuis 1505, on y enseigne l'hébreu et depuis 1515 le grec. Parmi les érudits de cette époque, il y a l'humaniste Conrad Celtes, l’historien Johann Turmair et le jésuite  Pierre Canisius. Par le théologien Johannes Eck, Ingolstadt devient le centre spirituel de la Contre-Réforme.
Après la mort d'Eck en 1543, l'université est reprise par les jésuites, comme presque tous les établissements d’enseignement supérieur catholiques en Allemagne, et ceci  jusqu'à la suppression de la Compagnie de Jésus en 1773. L'un des recteurs les plus éminents de l'université est, au milieu du XVIe siècle, le jésuite  Pierre Canisius. L'empereur Ferdinand II et le prince électeur Maximilian Ier de Bavière ont étudié à l'université. À son apogée, l'université compte plus de mille étudiants. Avec l'université de Cologne, Ingolstadt est la plus importante université catholique allemande de la Renaissance; après la Réforme protestante, elle est dépassée par les universités protestantes de Leipzig, Iéna, Wittenberg et Göttingen ainsi que par celle de Kœnigsberg ("Albertina").
Entre 1537 et 1565, la ville d'Ingolstadt est dotée de fortifications pour assumer le contrôle des communications dans cette région. Par là-même, elle est impliquée dans de violents combats pendant la guerre de Trente Ans. L'université subit de lourds dégâts et ne s'en remettra plus après 1648. Au milieu du XVIIIe siècle diverses tentatives de réformes sont entreprises. Mais les troubles occasionnés par la fondation  de la société secrète des Illuminés de Bavière par le professeur Adam Weishaupt en 1778 et sa dissolution dix ans plus tard, ainsi que l'approche des guerres révolutionnaires et la conquête de la ville par les Français en 1799, conduisent au transfert de l’université à Landshut en 1800, par  le prince électeur Max IV Joseph (futur roi Maximilien Ier de Bavière) et son ministre Maximilian von Montgelas. En 1826, le roi Louis Ier de Bavière transfère l'université dans sa capitale Munich, et elle prend finalement le nom d'Université Louis-et-Maximilien de Munich.

## Autres faits
Dans son roman Frankenstein publié en 1819, la romancière Mary Shelley raconte l'histoire du jeune Victor Frankenstein qui crée un homme artificiel. La romancière situe son laboratoire dans l'université d'Ingolstadt.
En 1989, Ingolstadt redevient une ville universitaire par la création d'une faculté des sciences économiques à l'Université catholique d'Eichstätt-Ingolstadt (de). Cette faculté est aussi connu sous le nom WFI - Ingolstadt School of Management.

## Personnalités liées à l'université

### Professeurs
- Petrus Apianus (1495–1552), professeur à Ingolstadt
- Johannes Eck (1486–1543), professeur à la faculté de théologie d'Ingolstadt
- Leonhard Marstaller (1488–1546), professeur de théologie catholique à Ingolstadt et recteur de l’université
- Johannes Stabius (vers 1460–1522), professeur de mathématiques à Ingolstadt 1498–1503
- Friedrich Staphylus (1512-1564), professeur d'humanités et de théologie
- Adam Weishaupt (1748–1830), professeur de droit canonique à Ingolstadt
- Hubert van Giffen (1534-1604), historien du droit, philologue, professeur à Ingolstadt
- Eusebius Graf von Truchseß (1631-1713), théologien, professeur à Ingolstadt

### Étudiants
- Maximilien Ier de Bavière (1573-1651), étudiant à Ingolstadt
- Leonhart Fuchs (1501–1566), étudiant, à partir de 1526 professeur de médecine à Ingolstadt, l'un des pères de la botanique
- Franz-Anton Mesmer (1734–1815), médecin, étudiant à Ingolstadt
- Johannes Stöffler (1452–1531), étudiant à Ingolstadt 1472–1476, mathématicien et astronome, devient professeur et finalement recteur à Tübingen
- Jacob Ziegler, (1470 ou 1471 - 1549), géographe et cartographe

## Littérature
- Karl Prantl, Ludwig-Maximilians-Universität. Ingolstadt, Landshut, München. 1472-1972, Munich, 1972 (ISBN 3-428-02700-0) (Festschrift pour les 500 ans de la fondation de l’université).
- Götz Freiherr von Pöllnitz, Die Matrikel der Ludwigs-Maximilians-Universität, Ingolstadt-Landshut-München, Munich, J. Lindauer-Verlag, 1937-1984 (5 volumes).
- Lieselotte Resch et Ladislaus Buzás, Verzeichnis der Doktoren und Dissertationen der Universität Ingolstadt - Landshut - München 1472-1970. Theologische, Juristische, Staatswirtschaftliche Fakultät, Munich, Ludwig-Maximilians-Universität, 1975 (lire en ligne).
- Petronella Loew, Die Geschichte des Studententums an der Universität Ingolstadt im Zeitalter des Humanismus und der Reformation (1472-1550), Munich, 1941 (Thèse de doctorat en philosophie).
- Laetitia Boehm et Johannes Ladislaus Spörl (éditeurs), Ludwig-Maximilians-Universität Ingolstadt-Landshut-München (1472-1972), Berlin, 1972.
- Heinz Jürgen Real, Die privaten Stipendienstiftungen der Universität Ingolstadt im ersten Jahrhundert ihres Bestehens, Berlin, Duncker & Humblot, coll. « Münchner Universitätsschriften : Forschungen » (no 4), 1972 (ISBN 3-428-02638-1).
- Gerhard Wilczek, Epochen der Universität Ingolstadt, Ingolstadt, 1998 (lire en ligne) (Plusieurs réimpressions).
- Christoph Schöner, Mathematik und Astronomie an der Universität Ingolstadt im 15. und 16. Jahrhundert, Berlin, Duncker & Humblot, coll. « Münchner Universitätsschriften : Forschungen » (no 13), 1994, 546 p. (ISBN 978-3428081189) (Thèse de doctorat).